# Điện gió Phú Quý
Điện gió Phú Quý là nhà máy điện gió đặt tại vùng đất xã Long Hải và Ngũ Phụng phía bắc huyện đảo Phú Quý, tỉnh Bình Thuận.
Điện gió Phú Quý có công suất lắp máy 6 MW với 3 tua bin, cung cấp hàng năm khoảng 25,4 triệu kWh, hoạt động liên hợp với nhà máy điện diesel 3 MW. Dự án khởi công ngày 26/11/2010, dự kiến tháng 12/2011 nhưng thực tế khánh thành tháng 8/2012 .
Các trụ có chiều cao 60 m, gồm ba cánh quạt, mỗi cánh dài 37 m, đường kính khi quạt quay là 75 m.
Việc xây dựng nhà máy này sẽ góp phần giải quyết tình trạng thiếu điện sinh hoạt, sản xuất cho 27.000 người dân trên đảo, đảm bảo phục vụ chiến lược phát triển kinh tế địa phương, góp phần giữ vững an ninh và bảo vệ toàn vẹn lãnh thổ quốc gia .